# Барсук, Владимир Алексеевич
Владимир Алексеевич Барсук (5 января 1939, Любарка Народичского района Житомирской области - 10 декабря 2004) — советский журналист, киносценарист, кандидат философских наук (1974).

## Биография
Окончил в 1961 году Киевский университет, в 1974 году — Академию общественных наук при ЦК КПСС.
В 1961—1971 годах работал в системе Гостелерадио УССР, с 1974 по 1990 год — ответственный работник ЦК КП УССР.
С 1990 по 1992 год — помощник премьер-министра Украины Фокина, в 1992—1994 годах — заместитель руководителя информационно-аналитической службы Президента Украины, с апреля по август 1994 года — председатель Национального совета Украины по вопросам телевидения и радиовещания.
Начиная с 1995 года — консультант-помощник народного депутата Украины Кравчука.
Автор киносценариев:
- «Энергия созидания» — 1979,
- «Возрождение» — в соавторстве, по книжке Л. И. Брежнева, 1979,
- «Партийная работа» 1985,
- «На прицеле ваш мозг» — 1985[1].

Награждён Шевченковской премией 1980 года — вместе с Путинцевым — соавтором сценария, Бузилевичем, Кустом — операторам — за публицистично-документальный телефильм по книге Брежнева «Возрождение» студии «Укртелефильм».
Скончался 10 декабря 2004 года. Похоронен вместе с женой на Байковом кладбище (участок № 49б).